# Мелъди Мейкър
„Мелъди Мейкър“ е британско седмично музикално списание, един от най-ранните музикални седмичници в света и според неговия издател „Ай Пи Си Медия“ – най-ранният. Основано е през 1926 г., до голяма степен като списание за музиканти от танцови групи, от родения в Лестър композитор и издател Лорънс Райт; първият редактор е Едгар Джаксън. През януари 2001 г. то е обединено с дългогодишния си съперник (и сестринско издание на „Ай Пи Си Медия“) „Ню Мюзикъл Експрес“.